# Dræsine (løbemaskine)
 For alternative betydninger, se Dræsine. (Se også artikler, som begynder med Dræsine)
En Dræsine er forgængeren for vor tids cykler og motorcykler, en løbemaskine. Opfundet 1817 af Karl von Drais, efter hvem den også har sit navn.